# Карпофаги
Карпофаги (від грец. karpos, phagein — плід + їсти) — тварини, що живляться плодами рослин.